# Casa al carrer Jesús, 4 (Alcanar)
La casa al carrer Jesús, 4 era un edifici d'Alcanar, ara enderrocat però inclòs a l'Inventari del Patrimoni Arquitectònic de Catalunya.

## Descripció
Era un edifici entre mitgeres, amb planta baixa -amb corral- i tres pisos: amb la cuina al primer, dormitoris al segon i golfes el tercer.
A l'exterior, hi havia una porta arcada adovellada amb pedra, una petita finestra per pis i una més ampla a la golfa. A aquestes obertures les llindes estan fetes amb bigues de fusta i com a batents, fulles de fusta amb cap forat. Els murs de maçoneria estaven emblanquits, directament sense arrebossar.
El ràfec era esglaonat, format per tres nivells de rajoles pintades, amb triangles o altres motius geomètrics molt senzills i a l'extrem de les teules al nivell més exterior.
Actualment no existeix, ja que ha estat enderrocada.

## Història
Es tractava d'un habitatge típicament pagès, de les més humils, i era una de les mostres del que era més freqüent al segle xix i la primera meitat del segle xx a un nucli antic.
El carrer de Jesús, amb un pendent molt pronunciat com la majoria dels carrers que formen el nucli antic, conserva cases tradicionals pageses de les més velles del poble. La majoria estan deshabitades i sense reformes modernes interiors.
A més de la descrita hi ha els números 14, 16, 18, 20, 24 i 26, totes amb característiques similars.